# 青少年叛逆期
青少年叛逆期又稱叛逆期，是指兒童進入青少年階段後開始不服從父母，並逐漸有自己的主見。這一階段是人类发展的一部分。孩子在发现父母與他们自己以及其他人一样都是普通人后，開始不再無條件服從父母的权威。